# 三菱Colt RALLIART Version-R
三菱Colt RALLIART Version-R（日语：三菱・コルト・ラリーアート・ヴァージョン-アール）乃日本三菱汽車於2006年至2012年之間開發製造的次緊湊型掀背車、小型跑車。

## 概要
此車款乃以Colt既有之「RALLIART」車型做修改，外觀方面在引擎蓋特別設計一個開口，擴大前保桿一體化水箱罩的面積，間接提高引擎運轉的冷卻效率。前葉子板擴張15mm的寬度，另將車尾後保桿設計成擾流板的形狀。增加點焊以提升車身剛性，並刻意增加D柱的強度，將扭曲鋼性提高約30%。
動力心臟為1.5L直列四缸DOHC 4G15型渦輪增壓引擎，除了搭配可模擬六速排檔的INVECS-III型CVT變速箱，更有Getrag製5速手排變速箱。原廠特別改良排氣系統，使得CVT車型的最大馬力可達154ps / 6,000rpm，手排車型則有210N·m / 3,500rpm的最大扭力表現。
原廠後來亦將此車款輸出至澳洲、紐西蘭等地，稱之為「三菱Colt Ralliart」。新加坡和香港也有導入此車款，不過卻是CVT變速箱版本。

## 歷史（2006年-2012年）
2006年 - 5月30日正式發表上市，五速手排版本額外增加鋁合金踏板、防側滑及循跡控制功能等。
2007年 - 5月10日推出「RECARO Edition」特仕車，新增Recaro賽車座椅、抗熱及抗UV車窗、撥水前擋玻璃、真皮圓形排檔桿頭、Version-R標誌的門檻飾片及車側飾條，並提供4種車色。
2008年 - 4月28日推出限量300輛的「Colt Ralliart Version-R Special」，差異在於採用無段熔接式工法強化其單體車身結構，使得車架剛性再提升10%。
2010年 - 2月18日重新推出「Colt Ralliart Version-R Special」之改良版本，在四個車門周圍的鈑件開口焊接處以「接縫熔接法」手工作業取代以往的點焊技術。16吋鋁圈更改成12輻放射狀細爪式樣，車身顏色有鈦金屬灰、金屬紅、雲母黑等三色可選，限量200輛。

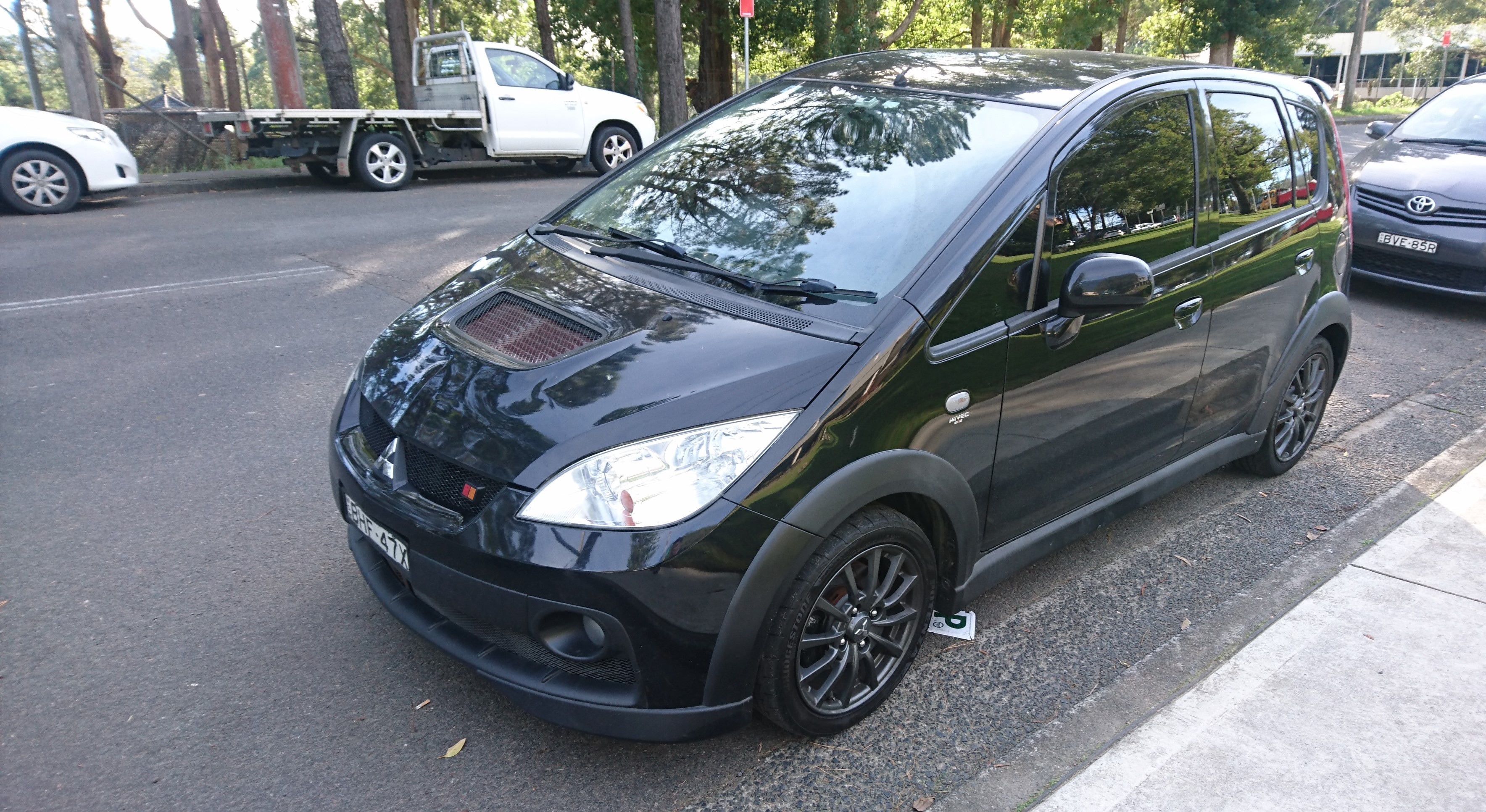
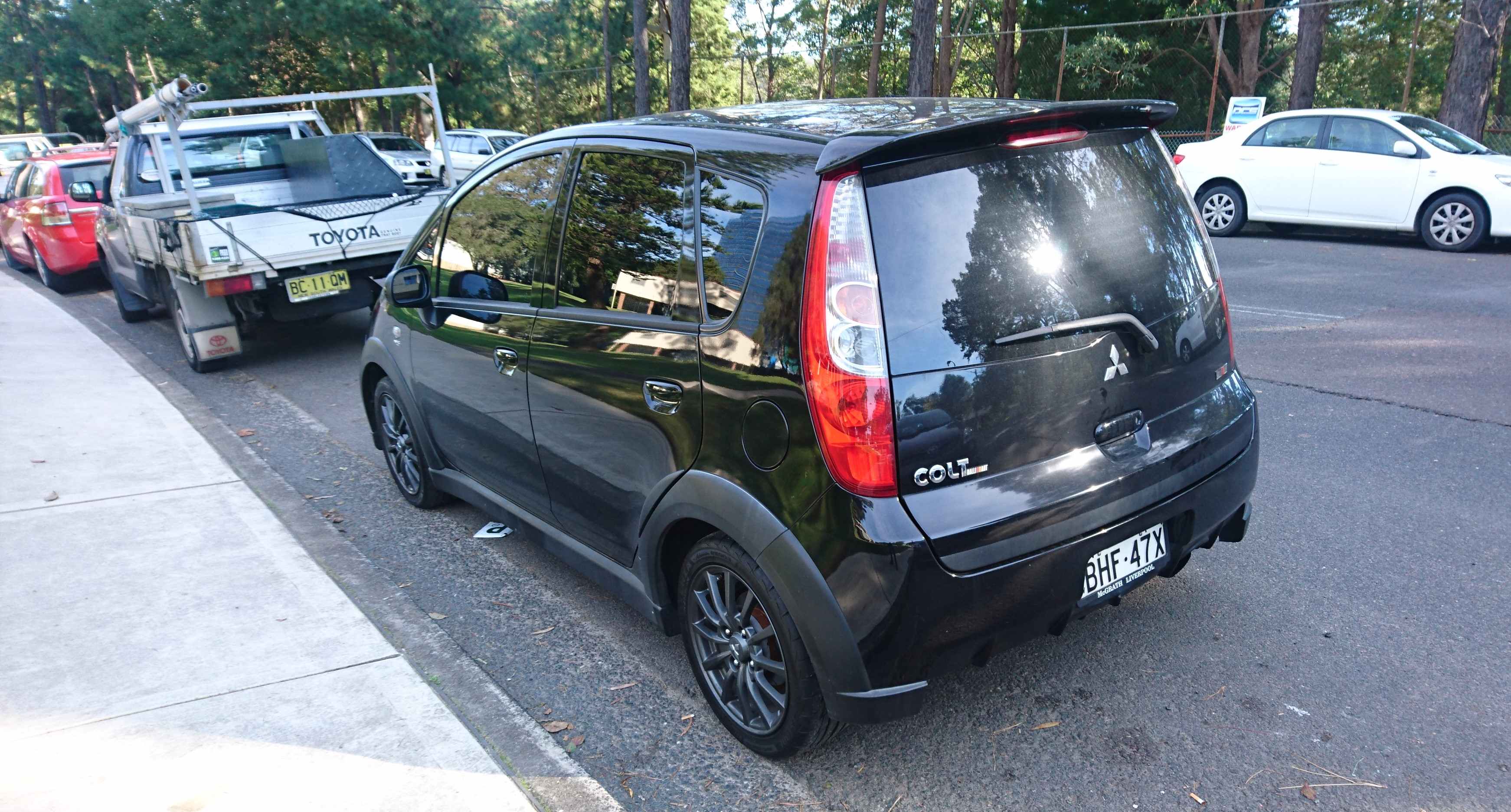

2012年 - 6月正式宣告停產。

## 內部連結
- 三菱Colt (消歧義)
- 三菱Colt
- 三菱Colt Plus

## 外部連結
- 汽車線上：MITSUBISHI Colt RALLIART Version-R （页面存档备份，存于）